# Partition de l'Algérie

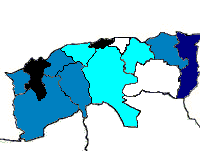
Population non musulmane en 1954, juste avant la guerre, par département.
0 à 2 % → Oasis, Saoura, Batna et Tizi-Ouzou
de 2 à 5 % → Sétif, Medea et Orléansville
de 5 à 10 % → Constantine, Mostaganem, Tiaret, Saïda et Tlemcen
de 10 à 30 % → Bône
+ de 30 % → Oran et Alger

La partition de l'Algérie était proposée dans des plans de partage de l'Algérie française en plusieurs territoires. Faites à partir de 1957 dans la classe politique française, ces propositions avaient pour but de mettre fin à la guerre d'Algérie en préservant la souveraineté française sur une partie de l'Algérie. Ces plans furent écartés, l'ensemble de l'Algérie obtenant son indépendance le 5 juillet 1962 à la suite des accords d'Évian.

## Différents plans

### Plan Hersant (1957)
Dès 1957, les députés radicaux Robert Hersant, André Hugues, Pierre Naudet et Jean de Lipkowski affirment:

« La France et les nationalistes doivent, pendant une période indéterminée, se mesurer dans deux expériences parallèles et pacifiques. La géographie et le peuplement assignent à chacun le champ de son expérience. Les nationalistes devront tenter la leur dans une zone où la population musulmane constitue l’écrasante majorité. »

Ils proposent la création d'une province française pleinement intégrée à la métropole qui couvrirait l'Algérois et la plus grande partie de l'Oranie, sauf les environs de Tlemcen, à forte majorité musulmane. Les nationalistes algériens obtiendraient deux territoires : une République Autonome de Constantine couvrant le Constantinois et la Kabylie à l'est, et un Territoire Autonome de Tlemcen à l'ouest, plus petit, regroupant le département de Tlemcen et une partie de l'arrondissement d'Aïn Témouchent. Le plan est rapidement rejeté par l'Assemblée, y compris par une partie des radicaux, ainsi que par l'opinion publique. D'après Alain Peyrefitte, la droite y voit une « trahison à la cause nationale ».
En 1960 encore, Michel Debré évoquait cette hypothèse,.

### Plan Peyrefitte (1961)

#### Description

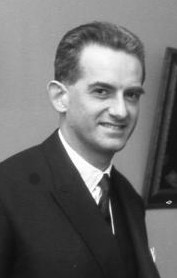
En août 1961, le député UNR Alain Peyrefitte rédige un rapport sur un projet de partition de l'Algérie.

En 1961, le maintien de l'Algérie française est de plus en plus compromis politiquement malgré les succès militaires obtenus par le plan Challe. Le Premier ministre Michel Debré évoque la partition de l'Algérie, comme dernier recours, dans la déclaration à l'Assemblée nationale du 28 juin 1961. Il argumente sur la « séparation » en s'appuyant sur l'exemple d'autres partitions réussies faisant implicitement référence à Israël.

« S'il devait arriver que toutes les voies raisonnables apparussent comme fermées il faudrait en tirer la leçon. Sur la carte sont déjà dessinées les portions de territoire où l'emporte la population d'origine européenne. Faute de la coopération et de l'association, la sécurité, non seulement de cette population mais aussi de celle de la population musulmane résolue à demeurer à nos côtés, ne serait alors assurée que par la séparation et une organisation autonome, le reste des habitants vivant désormais sans que la France ait à y pourvoir. Une telle séparation ne serait point du tout un phénomène nouveau dans le monde et notre siècle en donne maints exemples. Il est même arrivé que ce soit au bénéfice de populations de religion musulmane et afin d'éviter qu'elles ne soient livrées à d'autres en qui elles ne pouvaient se confier, que des divisions géographiques ont été pratiquées et ont réussi. […] Le risque de sécession et de partage n'est pas notre fait. Si tous ceux qui parlent de l'Algérie avaient le même souci de son avenir que nous-mêmes, et comprenez que rien ne s'édifie sans la fraternité, alors l'affaire serait gagnée pour le plus grand bien de tous. »

Six plans de partage proposés par Peyrefitte.

En août 1961, le député UNR Alain Peyrefitte émet à son tour la proposition d'une partition de l'Algérie. Hubert Beuve-Méry directeur du journal Le Monde publie le projet de Peyrefitte dans quatre éditions de son journal à la fin septembre 1961. Le président Charles de Gaulle reçoit Alain Peyrefitte à l'Élysée le 19 novembre 1961 et lui commande un rapport sur sa proposition. Peyrefitte énumère quatre points :

« 1. On regroupe entre Alger et Oran tous les Français de souche, avec tous les musulmans qui se sont engagés à nos côtés et veulent rester avec nous.
2. On transfère dans le reste de l'Algérie tous les musulmans qui préfèrent vivre dans une Algérie dirigée par le FLN.
3. On garde un libre accès au Sahara, qui doit devenir un territoire autonome par rapport aux deux premiers.
4. Tout le reste est négociable. On pourra partager Alger, comme Berlin ou Jérusalem : la Casbah d'un côté, Bab El-Oued de l'autre, une ligne de démarcation au milieu. »

Dans Faut-il partager l'Algérie (1962), il détaillera six variantes de son plan de partage. Il le juge « d'inspiration beaucoup plus libérale » que le plan de 1957.

#### Réactions

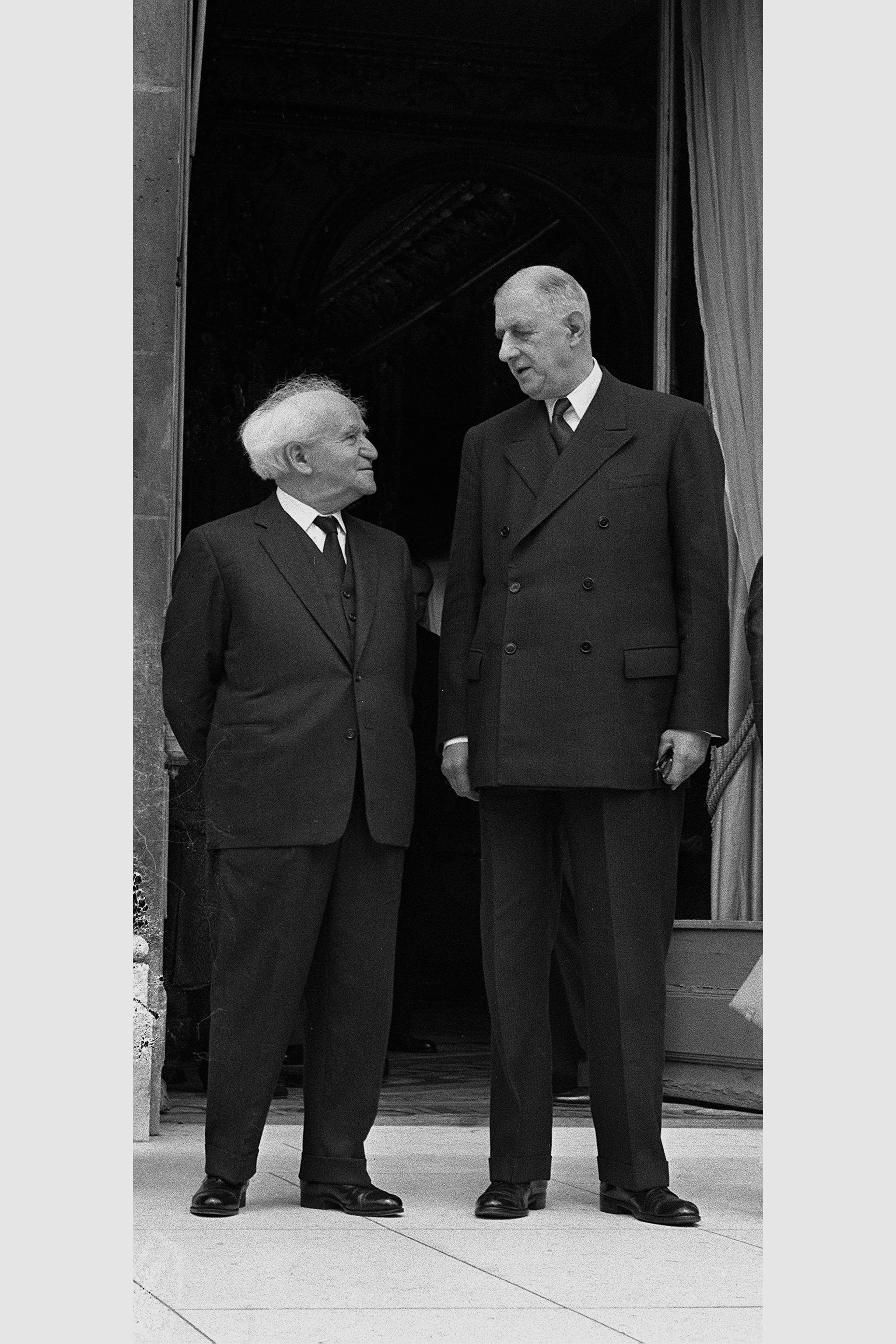
Rencontre entre De Gaulle et Ben Gourion au palais de l'Élysée en 1960

Les annonces de Paris ont des répercussions en Algérie, le FLN hostile à l'idée de partition organise une manifestation le 5 juillet 1961. De même, le Rassemblement démocratique algérien manifeste son opposition ainsi que le Maroc.
Le président Charles de Gaulle répond au rapport de Peyrefitte, révélant ainsi une partie du contenu de son entretien avec Ben Gourion premier ministre d'Israël  le 5 juin 1961 :

« En somme, vous voulez faire un Israël français. C'est ce à quoi voulait me pousser Ben Gourion, quand il est venu me voir. Mais il m'avait bien averti : « Ça ne marchera que si vous envoyez en masse d'autres colons français, s'ils s'installent définitivement, et s'ils s'engagent comme soldats pour combattre. » Vous imaginez ça ! Les pieds-noirs veulent que notre armée les défende, mais ils n'ont jamais éprouvé le besoin de se défendre eux-mêmes ! Vous les voyez se poster à leurs frontières pour prendre la relève de l'armée française ? »

Il met fin à la conversation en rejetant définitivement la proposition, marquant par la même occasion son rejet de perpétuer l'Empire colonial français et son projet de rapatriement des colons européens :

« Si nous suivons votre solution, nous dresserons la Terre entière contre nous. Le tiers-monde va se solidariser avec les Arabes. Nous aurons créé un nouvel Israël. Tous les cœurs, dans le monde arabe, en Asie, en Amérique latine, battront à l'unisson des Algériens. Les Juifs ont une bonne raison : c'est sur cette terre qu'ils ont eu leurs racines, bien avant les Arabes ; et ils n'ont pas d'autre foyer national. En Algérie, les Arabes ont l'antériorité ; tout ce que nous avons fait porte la tache ineffaçable du régime colonial ; le foyer national des Français d'Algérie, c'est la France. »

Des responsables nationalistes de l'OAS souhaitent négocier avec de Gaulle les modalités de la partition de l'Algérie, mais l'état-major de l'OAS refuse et fait assassiner deux chefs partisans de la partition ; ce qui met fin au débat idéologique au sein de l'organisation.
Pour Maurice Allais, si la solution de la partition, dont on a souvent dressé des « images caricaturales », a rencontré peu de faveur, c'est pour la seule raison qu'elle a été farouchement rejetée par les extrémistes des deux camps. Selon lui, cette partition  était « cependant la seule solution raisonnable. »

## Annexe